# Helfrid Lambert
Helfrid Signe Cecilia Lambert, född Sundqvist 5 mars 1868 i Stockholm, död där 15 juni 1954, var en svensk skådespelare, operettsångare och tonsättare.

## Biografi
Helfrid Lambert var dotter till källarmästaren Anders Gustaf Vilhelm Sundquist. Hon fick sin första utbildning vid Emil Hillbergs elevskola och var därefter vid Stockholmsoperan 1885–1886. Hon scendebuterade där 1886 som Anna i Värmlänningarna och hade fast engagemang en säsong. Därefter var hon vid Södra Teatern 1887–1888, Djurgårdsteatern under sommaren 1888, Stora Teatern, Göteborg 1889–1890, i Helsingfors 1890–1891, Vasateatern 1891–1892, Albert Ranfts ambulerande lyriska sällskap 1892–1893, åter vid Södra Teatern 1894–1902, Östermalmsteatern 1903–1904 och ånyo vid Södra Teatern 1904–1914.
Hon hade 1908 ett eget operettsällskap och under åren 1914–1922 ägde hon danssalongen Dansut.
Lambert är mest känd för att hon sjöng Kväsarvalsen i revyn Den stora strejken på Södra Teatern 1899, och för sin tonsättning av Gustaf Frödings dikt ”Det var dans bort i vägen”. Några veckor före sin bortgång föll Lambert och bröt benet när hon uppträdde vid en välgörenhetstillställning på Söderby sjukhus.
Hon var från 1894 gift med skådespelaren Knut Lambert till hans död 1941. De är begravda på Norra begravningsplatsen utanför Stockholm.

## Rollporträtt

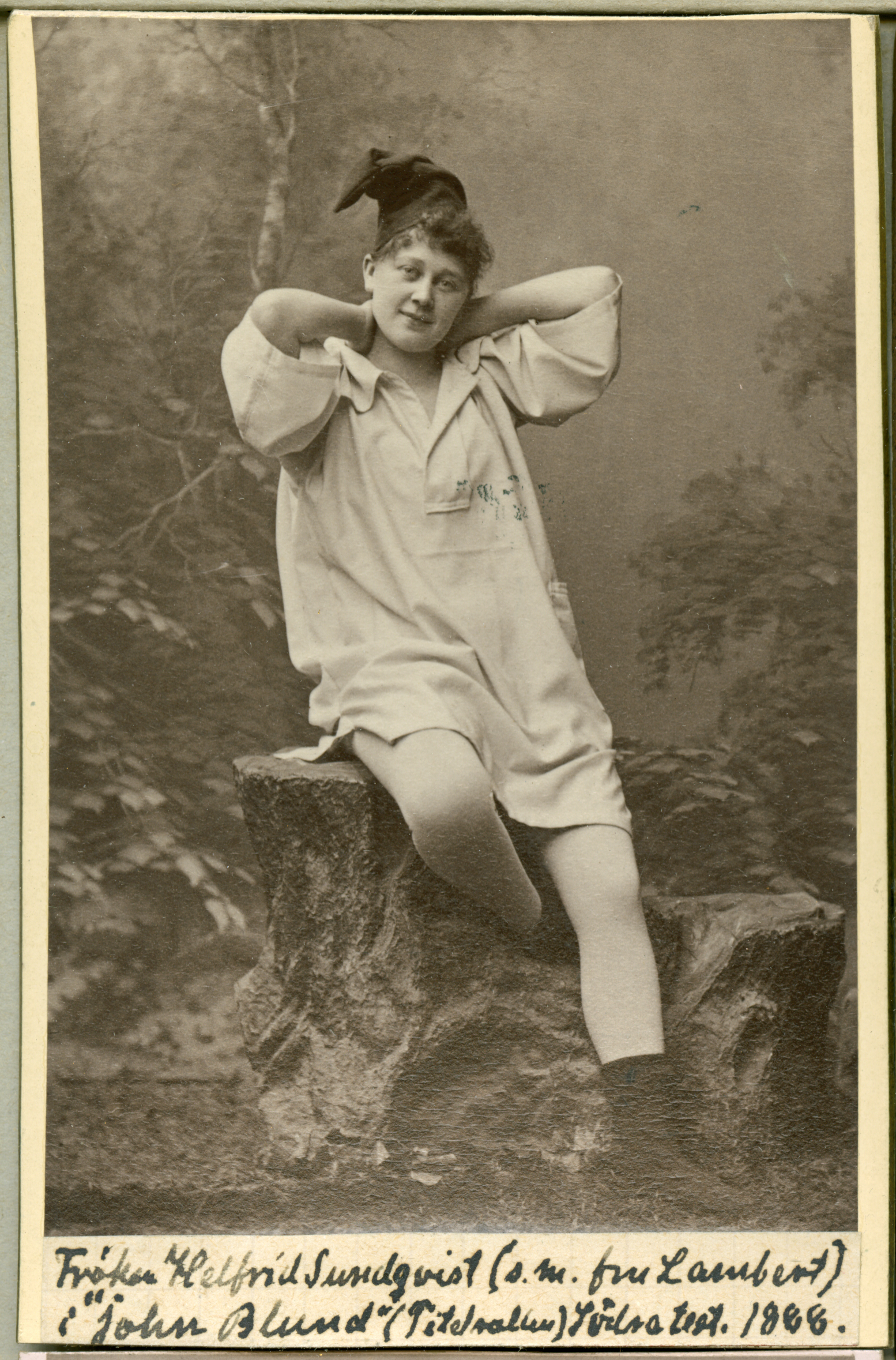
Titelrollen i John Blund på Södra teatern 1888.
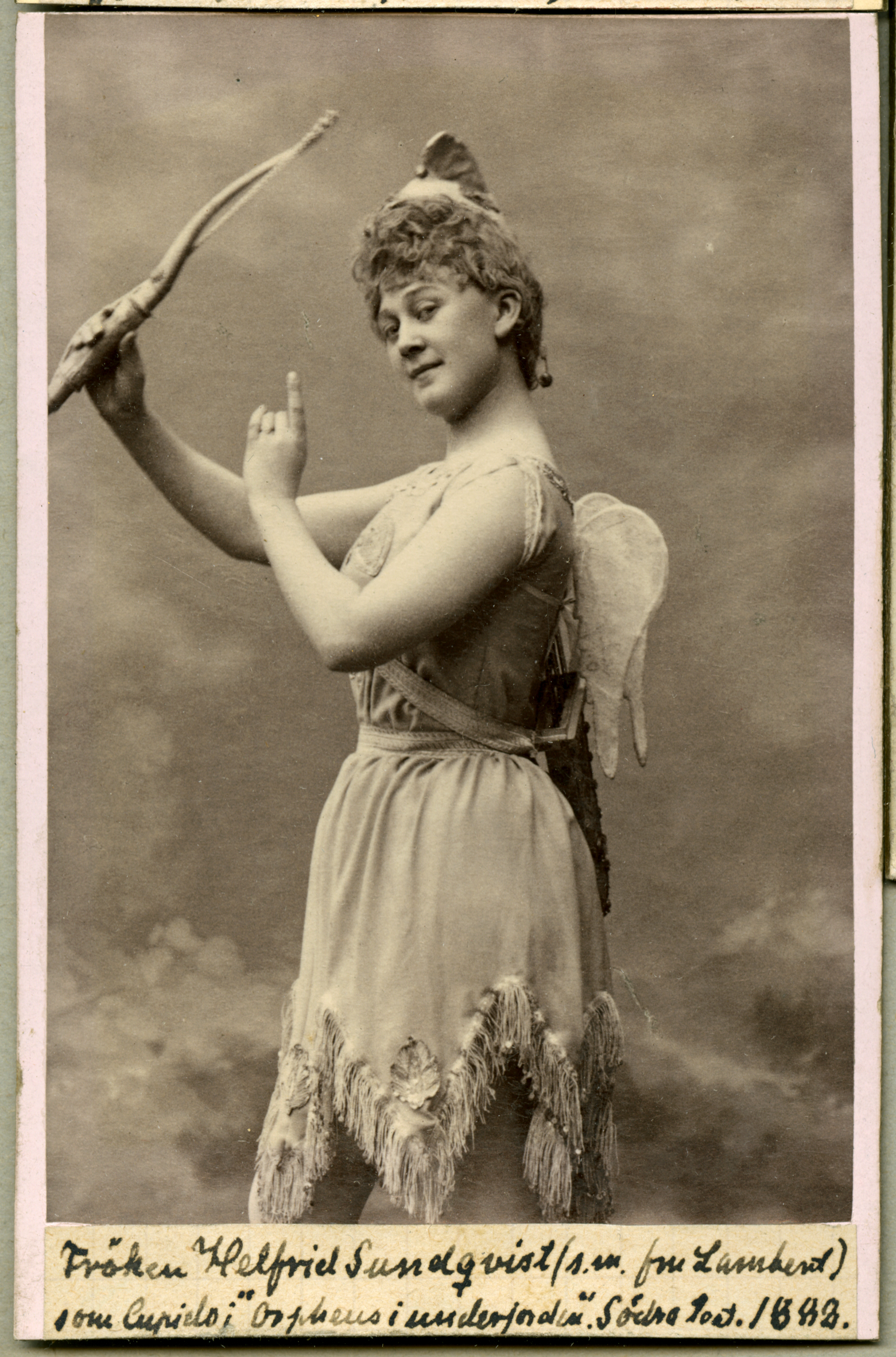
Som Cupido i Orfeus i underjorden på Södra teatern 1888.
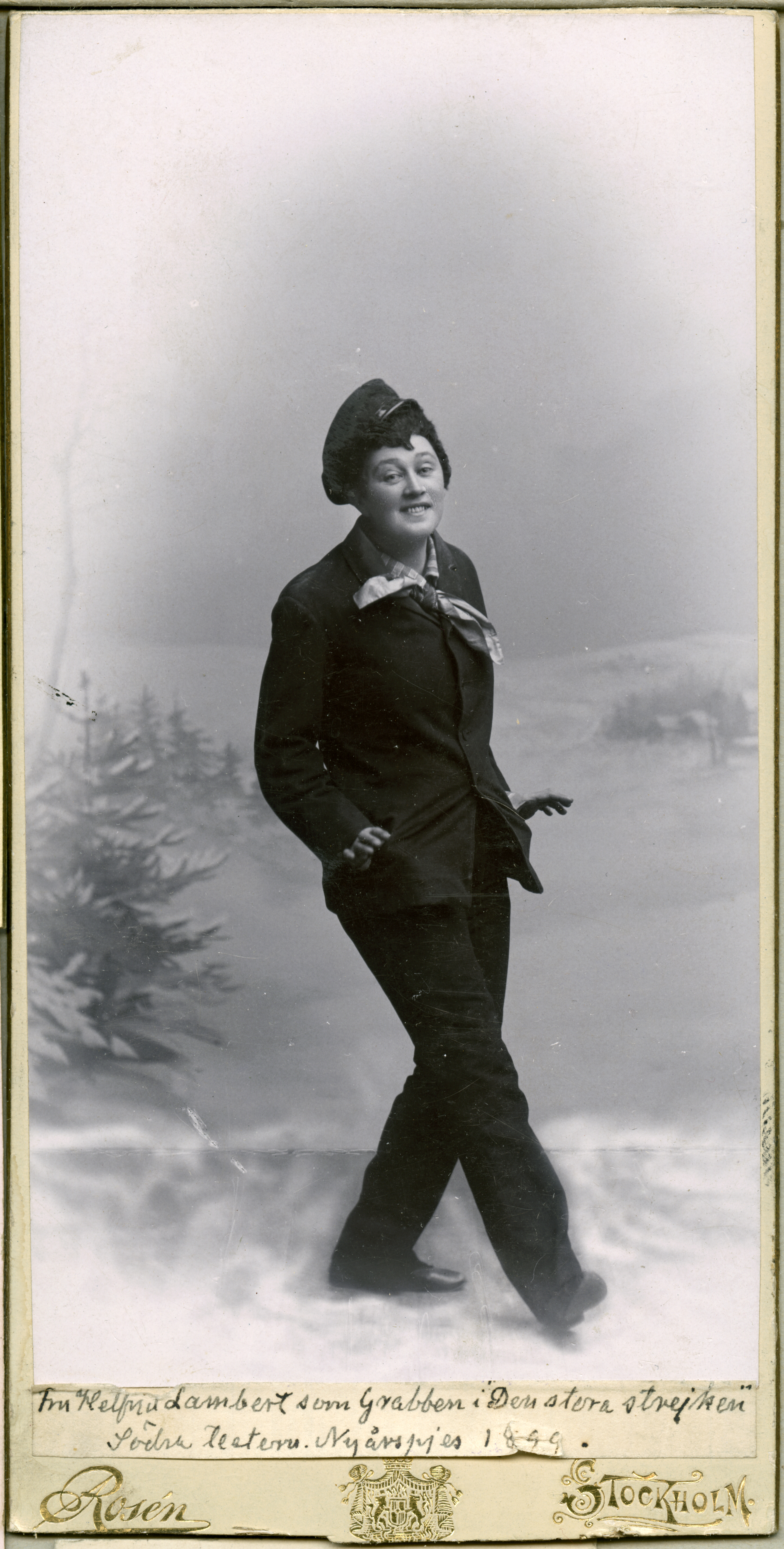
Som Grabben i Den stora strejken. Södra teaterns nyårsrevy 1899.
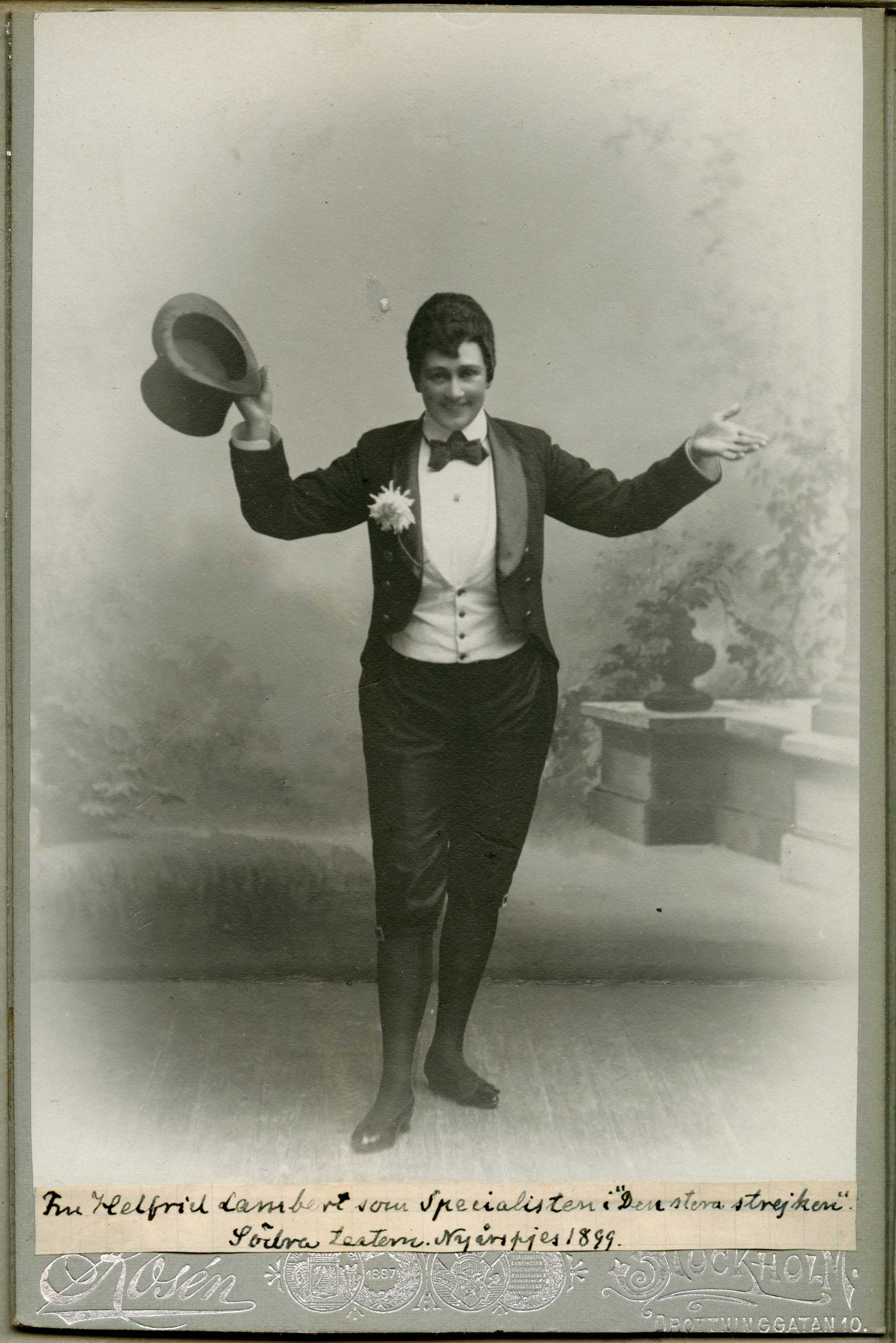
Som Specialisten i Den stora strejken. Södra teaterns nyårsrevy 1899.

## Komponerad musik
Helfrid Lambert komponerade ett flertal sånger förutom sin tonsättning av ”Det var dans bort i vägen”, som hon själv sjöng in på skiva 1906.
Hon skrev också en operett – Skatten (1909) - som uruppfördes på Oscarsteatern i Stockholm samma år.

## Filmografi
- 1906 – Lika mot lika
- 1913 – Äktenskapsbyrån
- 1913 – Skandalen
- 1927 – Drottningen av Pellagonien
- 1930 – Charlotte Löwensköld
- 1931 – Flickan från Värmland
- 1937 – Än leva de gamla gudar
- 1938 – En kvinnas ansikte
- 1940 – Mannen som alla ville mörda
- 1948 – Känn dej som hemma

## Teater

### Roller (ej komplett)
| År   | Roll                                    | Produktion                                                                        | Regi           | Teater                     |
| ---- | --------------------------------------- | --------------------------------------------------------------------------------- | -------------- | -------------------------- |
| 1889 | Meta Bollwitz                           | Papageno Rudolf Kneisel                                                           |                | Södra Teatern              |
| 1892 | Mary, bondflicka                        | Jack och Bob Edward Jakobowski, Claxson Bellamy och Harry Paulton                 |                | Vasateatern                |
| 1899 | Första älskarinnan Grabben Specialisten | Den stora sträjken, revy                                                          |                | Södra Teatern              |
| 1901 | Hanna, tjänar i bättre hus              | Stiliga Agusta Gustaf af Geijerstam                                               | Albert Ranft   | Södra Teatern              |
| 1902 | Therese, kammarjungfru                  | Sherlock Holmes Walter Christmas                                                  |                | Svenska teatern, Stockholm |
| 1903 | Eva                                     | Adam och Eva Eduard Jacobson, Leopold Ely och Adolph Ferron                       |                | Olympiateatern             |
| 1903 | Greta Eskilsson                         | Droskkuskens dotter                                                               |                | Olympiateatern             |
| 1903 |                                         | Clairette i dragonlägret Victor Roger, Hippolyte Raymond och Antony Mars          |                | Olympiateatern             |
| 1903 |                                         | Hattmakarens bal Selfrid Kinmanson                                                |                | Olympiateatern             |
| 1905 |                                         | Stockholmsluft, revy Emil Norlander                                               |                | Södra Teatern              |
| 1905 | Prästdottern                            | En kvinnostrid Ernst Fastbom                                                      |                | Södra Teatern              |
| 1906 |                                         | Kalle Munter eller Hafver ni sett till någon misstänkt figur, revy Emil Norlander |                | Södra Teatern              |
| 1906 |                                         | Allt på sin rätta plats Frans Hedberg                                             |                | Södra Teatern              |
| 1914 | Wanda                                   | Storstadsbaciller Jean Gilbert                                                    | Carl Barcklind | Vasateatern                |
| 1915 | Dorothea                                | Pariserluft Martin Knopf                                                          |                | Vasateatern                |
| 1916 | Baronessan Ricaud                       | Krigsäran Maurice Hennequin                                                       | Knut Nyblom    | Vasateatern                |
| 1951 | Medverkande                             | De' som gömmes i snö, revy Karl-Ewert                                             | Werner Ohlson  | Odeonteatern, Stockholm    |